# Key Key Karimba
«Key Key Karimba» es una canción interpretada por la banda italiana Baltimora, publicada en 1987 como el primer sencillo de su segundo y último álbum de estudio, Survivor in Love. La canción fue compuesta y producida íntegramente por Maurizio Bassi.

## Trasfondo
Después de lograr el éxito internacional en 1985 con "Tarzan Boy", sencillo debut del grupo italiano, los siguientes sencillos no obtuvieron buena acogida. "Woody Boogie" logró un éxito moderado en el continente europeo, pero tanto "Living in the Background" y "Juke Box Boy" no causaron un gran impacto. 
El lanzamiento de "Key Key Karimba" fue un intento para tratar de recomponer el éxito que el grupo había perdido debido a las escasas ventas de los sencillos anteriores. A pesar de las apariciones de la canción en varios shows televisivos y la creación del video musical, "Key Key Karimba" no atrajo la atención del público en el mundo. Sin embargo, la canción alcanzó el puesto número 37 en Italia, después de que "Juke Box Boy" lo había hecho en el Top 15 el año anterior. Los otros dos sencillos fueron publicados posteriormente "Global Love" y "Call Me in the Heart of the Night" resultaron ser un fracaso comercialmente, lo que llevó a la desintegración de Baltimora.
A diferencia de los anteriores trabajos de Baltimora, el compositor Maurizio Bassi escribió la letra de la canción sin la participación de Naimy Hackett. "Key Key Karimba" es la única canción en la que Bassi figura como único compositor. Esta canción fue grabada y mezclada en Morning Studio de Milan, Italia y los doblajes fueron terminados en los Abbey Road Studios de Londres. 

## Lista de canciones
Sencillo de 7"
1. «Key Key Karimba» - 4:01
2. «Key Key Karimba» (Children Version) - 4:50

Sencillo de 12" (promoción mexicana)
1. «Karimba» (Key Key Karimba) - 4:01
2. «Survivor in Love» - 4:59

Sencillo de 12"
1. «Key Key Karimba» - 6:00
2. «Key Key Karimba» (Children Version) - 4:50
3. «Key Key Karimba» (Radio Versión) - 4:01

## Posicionamiento en listas
| Lista (1987)  | Máxima posición |
| ------------- | --------------- |
| Italia (FIMI) | 37              |